# Min vän Balthazar
Min vän Balthazar (franska: Au hasard Balthazar) är en fransk-svensk dramafilm från 1966 i regi av Robert Bresson. Filmen bygger löst på romanen Idioten av Fjodor Dostojevskij.